# 小林茂 (ツールキットデザイナー)
小林 茂（こばやし しげる、1970年 - ）は日本のエンジニア、ツールキットデザイナー、情報科学芸術大学院大学教授。

## 来歴・人物
愛知県名古屋市出身。
ローランド株式会社にて、サウンドデザイナーとして勤務した後、IAMASにおいて、フィジカル・コンピューティングを実現するためのオープンソース・ハードウェア「Gainer」「Funnel」「Arduino FIO」を開発。デザイナーとエンジニアの共通言語となるプラットフォーム、プロトタイピングを行うためのツールキットやワークショップの研究を行う。
2012年度より、ソフトピアジャパン地区にオープンしたITとものづくりの拠点「IAMASイノベーション工房 f.Labo」のプロデューサーも務める。

## 略歴
- 1993年3月 - 広島大学総合科学部総合科学科卒業
- 1993年4月 - ローランド株式会社入社
- 2004年6月 - ローランド株式会社退社
- 2004年7月 - 岐阜県立国際情報科学芸術アカデミー准教授
- 2004年7月 - 情報科学芸術大学院大学非常勤講師
- 2012年4月 - 情報科学芸術大学院大学准教授
- 2012年8月 - 慶應義塾大学大学院メディアデザイン研究科後期博士課程単位取得退学

## 受賞
- 2007年 - 天才プログラマ/スーパークリエータ IPA（情報処理推進機構）[1]
- 2011年 - レッド・ドット・デザイン賞デザインコンセプト

## 書籍
- +GAINER―PHYSICAL COMPUTING WITH GAINER（オーム社、2008年）
- Prototyping Lab ―「作りながら考える」ためのArduino実践レシピ（オライリー・ジャパン、2010年）
- フィジカルコンピューティングを「仕事」にする（ワークスコーポレーション、2011年）